# Repay Merci
Repay Merci, född 21 mars 2008 i Danmark, är en dansk varmblodig travhäst. Han tränas och körs av Knud Mönster, verksam vid Skive Trav i Skive. Han räknas som en av de bästa danska travhästarna under 2010-talet.
Repay Merci började tävla i mars 2011 och inledde karriären med tre raka segrar. Han har till 2017 sprungit in 3,7 miljoner kronor på 90 starter varav 16 segrar, 12 andraplatser och 13 tredjeplatser. Bland hans främsta meriter räknas segrarna i Jydsk Grand Prix (2012), Danskt Travderby (2012), Prix de Provence (2014), Energima Cup (2014, 2015), en andraplats i Årjängs Stora Sprinterlopp (2015) och en tredjeplats i Prix de Lille (2015).